# EDSAC 2

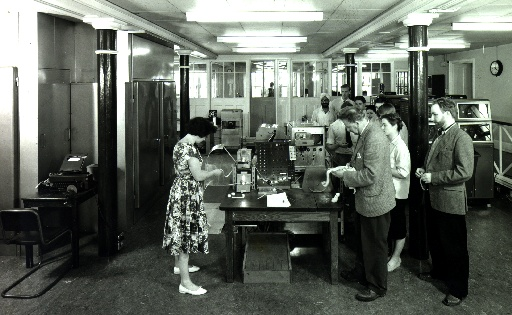
1960年代 EDSAC 2 的使用者

EDSAC 2 是一部早期的計算機，由莫里斯·威爾克斯爵士所設計，於 1958年正式運作，為延遲存儲電子自動計算機(EDSAC)的後繼機型。並且是第一部具有微指令控制單元以及位元片硬體架構的計算機。